# Rodrigues Alves (Acre)
Rodrigues Alves is een gemeente in de Braziliaanse deelstaat Acre. De gemeente telt 13.460 inwoners (schatting 2009).

## Aangrenzende gemeenten
De gemeente grenst aan Cruzeiro do Sul en Mâncio Lima.

### Landsgrens
En met als landsgrens aan het district Callería in de provincie Coronel Portillo in de regio Ucayali met het buurland Peru.